# Beate Hasenau
Beate Hasenau (Francoforte sul Meno, 15 aprile 1936 – Amburgo, 1º ottobre 2003) è stata un'attrice e doppiatrice tedesca.

## Biografia
Beate Hasenau completò un apprendistato commerciale e, parallelamente, prese lezioni di recitazione e canto. Dopo essere stata inizialmente scritturata in teatri a Francoforte, l'artista divenne nota soprattutto grazie alle sue apparizioni nel cabaret Die Stachelschweine. Fu anche più volte ospite della
Münchner Lach- und Schießgesellschaft.

## Filmografia

### Cinema
- Flucht nach Berlin - regia di Will Tremper (1961)
- Nachts ging das Telefon - regia di Géza von Cziffra (1962)
- Jack und Jenny - regia di Victor Vicas (1963)
- Heißes Pflaster Köln - regia di Ernst Hofbauer (1967)
- Der Gorilla von Soho - regia di Alfred Vohrer (1968)
- Dr. med. Fabian – Lachen ist die beste Medizin - regia di Harald Reinl (1969)
- Jeder stirbt für sich allein - regia di Alfred Vohrer (1976)
- Drei Schwedinnen in Oberbayern - regia di Sigi Rothemund (1977)
- Warum die UFOs unseren Salat klauen - regia di Hansjürgen Pohland (1980)
- Piratensender Powerplay - regia di Sigi Rothemund (1981)
- Kiez – Aufstieg und Fall eines Luden - regia di (1982)
- Im Himmel ist die Hölle los - regia di Helmer von Lützelburg (1984)

### Televisione
- Dem Täter auf der Spur - serie TV (1972)
- Lokaltermin - serie TV (1973)
- Tatort - serie TV (1975)
- Beschlossen und verkündet - serie TV (1975)
- Il commissario Köster (Der Alte) - serie TV (1978)
- Es begann bei Tiffany - regia di  Wolfgang Becker - film TV (1979)
- Ottos Ottifanten - serie TV (1993)
- Bobo und die Hasenbande - serie TV (1995)

## Doppiaggio

### Cinema
- Brenda Vaccaro in Un uomo da marciapiede, Capricorn One, Acqua in bocca
- Gina Lollobrigida in Le bambole
- Barbara Ewing in Le amanti di Dracula
- Claudia Cardinale in C'era una volta il West, La tenda rossa
- Monica Vitti in Dramma della gelosia (tutti i particolari in cronaca)
- Senta Berger in Quando le donne avevano la coda
- Rosalba Neri in Vivo per la tua morte, Lo chiamavano Tresette... giocava sempre col morto
- Grace Jones in Il principe delle donne

### Televisione
- Bea Arthur in Cuori senza età, Cuori al Golden Palace, Malcolm

### Animazione
- June in Tarzoon - La vergogna della giungla
- Ursula in La sirenetta, La sirenetta II - Ritorno agli abissi
- Regina Topo in La favola del principe schiaccianoci
- Pristina Bova in Tom & Jerry - Il film
- Zia Carolina in Thumbelina (Pollicina)